# Hypsiboas pulidoi
Hypsiboas pulidoi là một loài ếch thuộc họ Nhái bén.
Đây là loài đặc hữu của Venezuela.
Môi trường sống tự nhiên của chúng là sông ngòi.